# Ben Silverstone
Benjamin Maurice "Ben" Silverstone (Camden, Londres, 9 de abril de 1979) es un actor retirado y barrister británico. Silverstone es principalmente conocido por su papel de Steven Carter en la película Get Real de 1998.

## Biografía

### Primeros años
Silverstone nació el 9 de abril de 1979 en el municipio londinense de Camden, Londres, como uno de los tres hijos de Beverly y Anthony Silverstone. Tiene un hermano y una hermana. Estudió en la prestigiosa escuela St. Paul's School y se graduó con una maestría en inglés en el Trinity College, así como también con una maestría en derecho en el London School of Economics. En 1994, Silverstone ingresó a la industria de la actuación gracias al director Mike Figgis, quien era amigo de la familia y le dio el papel principal de Taplow en la película The Browning Version.

### Carrera
En los años siguientes a su debut, Silverstone apareció en la adaptación cinematográfica de la novela Lolita en 1997, la cual fue dirigida por Adrian Lyne. En 1998, interpretó a Steven Carter, un adolescente gay que lidia con su sexualidad, en la película de comedia dramática Get Real. Dicho rol le valió reconocimiento a nivel internacional e incluso apareció en la portada de la revista Gay Times en mayo de 1999 con motivo del estreno del filme. Get Real se convirtió en una película de culto, e incluso dio lugar a dos reuniones organizadas por fanáticos en los lugares de rodaje en Basingstoke.
Tras el lanzamiento de Get Real, Silverstone comenzó sus estudios en el Trinity College, donde actuó en producciones estudiantiles como El rey Lear, The Whiteheaded Boy, The Duchess of Malfi, La resistible ascensión de Arturo Ui, Near Miss y Cuento de invierno. Silverstone se graduó del Trinity College en 2001 con una maestría en inglés. Desde 2001, Silverstone apareció en numerosas producciones teatrales, tales como La tempestad y My Boy Jack, siendo nominado tanto a The Times Theatre Award como a los Evening Standard Theatre Award por su interpretación de Basil Anthony en obra Man and Boy.
Uno de sus últimos trabajos cinematográficos fue Jump! en 2007, en la que interpretó a un joven fotógrafo judío acusado del asesinato de su padre, basada en la historia real de Philippe Halsman. Silverstone se retiró de la actuación poco después y actualmente trabaja como barrister.

## Filmografía

### Películas
- The Browning Version (1994) como Taplow
- Lolita (1997) como Humbert (joven)
- Get Real (1998) como Steven Carter
- Jump! (2007) como Philippe Halsman

### Televisión
- Shackleton (2001, Channel 4) como Joven aplicante
- Timewatch: Through Hell for Hitler (2003, BBC2) como Henry Metalmann
- Doctors (2003, BBC1) como Joe Nyland

### Teatro
- The Age of Consent (2001, Edinburgh Fringe) como Timmy
- The Age of Consent (2002, Bush Theatre) como Timmy
- The Lady's Not For Burning (2002, Chichester Festival Theatre) como Richard
- La tempestad (2002) como Ariel
- Electra (2003, The Gate Theatre) como Orestes
- My Boy Jack (2004) como Jack Kipling
- Man and Boy (2004) como Basil Anthony
- Man and Boy (2005, Duchess Theatre) como Basil Anthony

### Radio
- Phobos (2007) como Drew